# Musarrat Hilali
Musarrat Hilali (Urdu مسرت ہلالی; * 8. August 1961 in Peschawar) ist eine pakistanische Juristin. Sie ist seit 2023 Richterin am Obersten Gerichtshof Pakistans.

## Leben und Wirken
Hilali studierte Rechtswissenschaften an der Universität Peschawar. 1983 wurde sie zur pakistanischen Anwaltschaft zugelassen. Ab 1988 war sie auch am High Court von Peschawar und ab 2006 am Obersten Gerichtshof zugelassen. Von 1997 bis 1998 war sie Generalsekretärin der pakistanischen Anwaltskammer. Von November 2001 bis März 2004 war Hilali die erste weibliche zusätzliche Generalanwältin der Region Khyber Pakhtunkhwa und anschließend die erste weibliche Vorsitzende des Umweltschutztribunals von Khyber Pakhtunkhwa. 2013 wurde sie zur Richterin am High Court von Peschawar ernannt. Am 12. Mai 2023 wurde sie zur Präsidentin des High Court von Peschawar gewählt. Doch bereits im Juli 2023 wurde Hilali als zweite Frau nach Ayesha Malik überhaupt zur Richterin am Obersten Gerichtshof Pakistans ernannt.